# クアテルピリジン
クアテルピリジン（英: Quaterpyridine）は、式 (NC5H4-C5H3N)2 で表されるピリジン誘導体の一群を指す。

## 解説
これらの化合物は、2つのピリジル置換基で装飾されたビピリジンとも見なすことができ、いくつかの異性体が知られている。いずれも無色の固体である。これらの内、特定の異性体、2,2':6',2'':6'',2'''-クアテルピリジン は、2,2'-ビピリジンの誘導体であり、錯体化学において四座配位子として振る舞うため、今後の研究の進展に期待されている。

## 関連化合物
- テルピリジン